# 陸堂
陸堂（1492年—？），字肯堂，號毅斋，直隸常熟縣人。明朝政治人物。

## 生平
治《詩經》，行一，由縣學生中式嘉靖元年（1522年）壬午科應天府鄉試第八十三名舉人，嘉靖二年（1523年）聯捷癸未科會試第二百十四名，第二甲第八十二名進士。授礼部主事，历官禮部员外郎、精膳司郎中，出为江西撫州府知府，官至江西按察司副使。

## 家族
曾祖陸昇。祖父陸南。父陸昆。母魚氏。具庆下。弟陸播。